# Wald-Wachtelweizen
Der Wald-Wachtelweizen (Melampyrum sylvaticum) ist eine Pflanzenart aus der Gattung Wachtelweizen (Melampyrum ) und ein Halbschmarotzer.

## Merkmale
Der Wald-Wachtelweizen ist dem Wiesen-Wachtelweizen ähnlich und kann mit diesem leicht verwechselt werden, zumal der Wiesen-Wachtelweizen sehr formenreich ist. Die Blüten des Wald-Wachtelweizens sind aber erheblich kürzer, nur 6 bis 9 Millimeter, beim Wiesen-Wachtelweizen dagegen 12 bis 20 Millimeter. Auch ist die Blüte gedrungener, kurzröhrig-gekrümmt, während sie beim Wiesen-Wachtelweizen langgestreckt ist. Der Schlund der Blüte ist offen, beim Wiesen-Wachtelweizen fast geschlossen. Die Farbe der Blüten ist dunkel- bis rötlichgelb, beim Wiesen-Wachtelweizen weißlich bis goldgelb.
Die Kelchzähne sind dreieckig und etwa so lang wie die Blütenkronröhre, während die lanzettlichen Kelchzähne des Wiesen-Wachtelweizens die Länge der Blütenkronröhre nicht annähernd erreichen.
Die Chromosomenzahl der Art ist 2n = 18.

## Verbreitung
Der Wald-Wachtelweizen ist vor allem in Skandinavien und Nordosteuropa verbreitet, ansonsten in den höheren Gebirgen Europas. Auch in Deutschland ist er weithin auf die Alpen und höheren Mittelgebirge beschränkt.

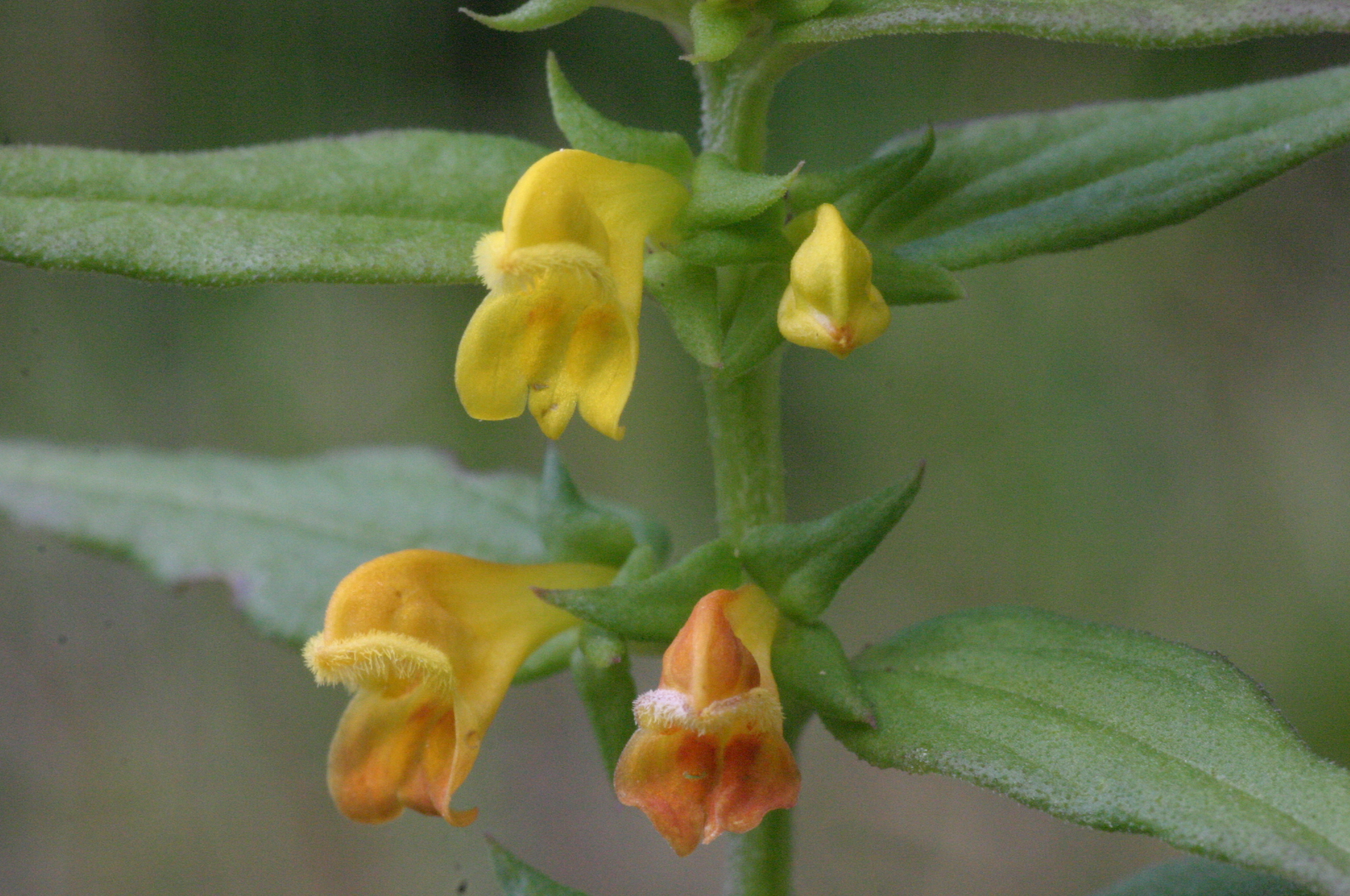
Wald-Wachtelweizen (Melampyrum sylvaticum)

## Vorkommen
Man findet ihn zerstreut in Fichten- oder Fichten-Tannenwäldern an halbschattigen oder auch schattigen, frischen, basenreichen, kalkarmen und sauren Standorten. Er ist in Mitteleuropa eine Piceetalia-Ordnungscharakterart, kommt aber auch in Gesellschaften der Unterverbände Galio-Abietenion und Cephalanthero-Fagenion vor.
In den Allgäuer Alpen steigt er am Berg Kirchendach am Schrecksee in Bayern bis zu 1980 m Meereshöhe auf.

## Ökologie
Der Wald-Wachtelweizen ist ein Halbschmarotzer, auf Fichten und auf Heidelbeeren (Vaccinium myrtillus). Er ist ein Humus-Flachwurzler und eine Halbschatt-Schattpflanze. Die Verbreitung der Samen erfolgt durch Ameisen.

## Systematik
Nach K. Marhold hat Melampyrum sylvaticum L. folgende Synonyme: Melampyrum aestivale Ronniger & Schinz, Melampyrum carpaticum Schult., Melampyrum intermedium Ronniger & Schinz, Melampyrum laricetorum A. Kern., Melampyrum subsylvaticum Ronniger & Schinz, Melampyrum transsilvanicum Schur, Melampyrum sylvaticum subsp. aestivale (Ronniger & Schinz) Ronniger, Melampyrum sylvaticum subsp. carpaticum (Schult.) Soó, Melampyrum sylvaticum subsp. intermedium (Ronniger & Schinz) Ronniger, Melampyrum sylvaticum subsp. laricetorum (A. Kern.) Ronniger, Melampyrum sylvaticum subsp. subsylvaticum (Ronniger & Schinz) Ronniger, Melampyrum sylvaticum subsp. transsilvanicum (Schur) Soó.